# Hôtel Evropa
L'hôtel Evropa, dit aussi Grandhotel Evropa (anciennement U Archivévody Štěpána puis hôtel Šroubek), est le nom d'un bâtiment situé à Prague sur la place Venceslas en Tchéquie.  

## Histoire

### Premier hôtel
L'hôtel est construit initialement en 1872 par l'architecte Josef Schulz, dans un style néo-Renaissance, à la place où se trouvait à l'origine le relais de poste de Bindra.  

### U Archivévody Štěpána

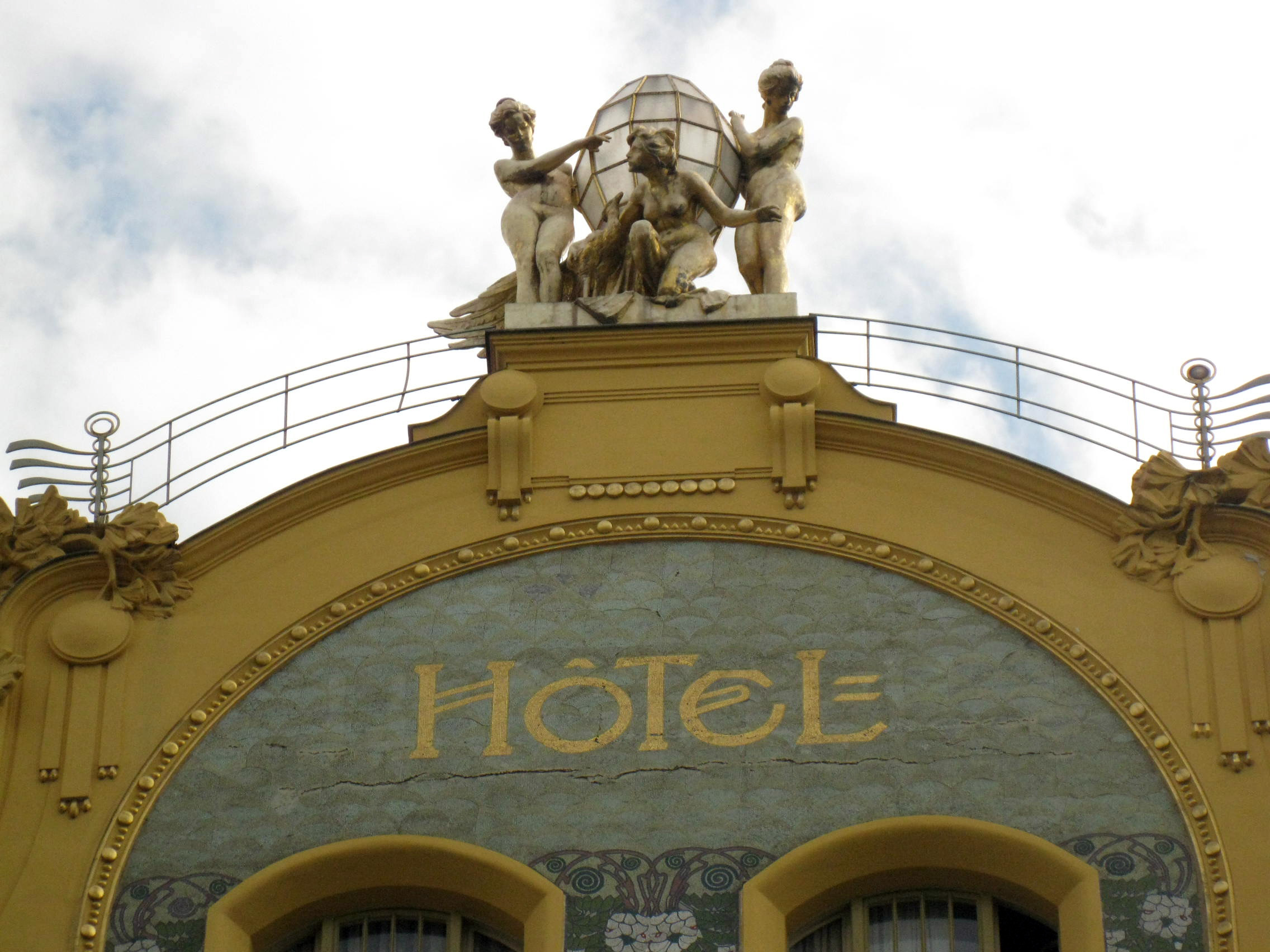
Au-dessus du pignon, port du globe de l'Europe.

Il est reconstruit une première fois en 1900 et à nouveau sous un aspect monumental en 1905 dans le style Art nouveau par Quido Bělský, constructeur, Bedřich Bendelmayer, Alois Dryák, Bohumil Hypšman et Jan Letzel, artistes de qualité, sur l'artère principale de Prague.  

#### Description
Il est constitué de deux parties, l'une dont la façade donne sur la place Venceslas, l'autre perpendiculaire sur cour. La décoration sculpturale est le résultat du travail de Ladislav Šaloun. La façade symétrique de l'hôtel sur la grand place affiche une décoration Art nouveau de grande qualité. Le riche encadrement aux motifs végétaux possède un haut bouclier en forme de demi-cercle. À son sommet, une sculpture dorée portant une lampe en forme de globe représente le symbole de l'Europe. L'hôtel est alors nommé « U Archivévody Štěpána » (Chez l'Archiduc Stephan).  

### Grand Hotel Šroubek
En 1924, l'hôtel est acheté par le restaurateur Karel Šroubek et prend le nom de « Grand Hotel Šroubek » dit également « Hôtel Šroubek ». Son nom s'écrit en lettres immenses au pignon, aujourd'hui caché sous sa nouvelle appellation, et sur ses flancs. À cette époque, l'hôtel devient prestigieux, l'un des plus luxueux et modernes d'Europe selon son temps (eau chaude dans les chambres, chauffage central, ascenseur) ; son restaurant est réputé.  

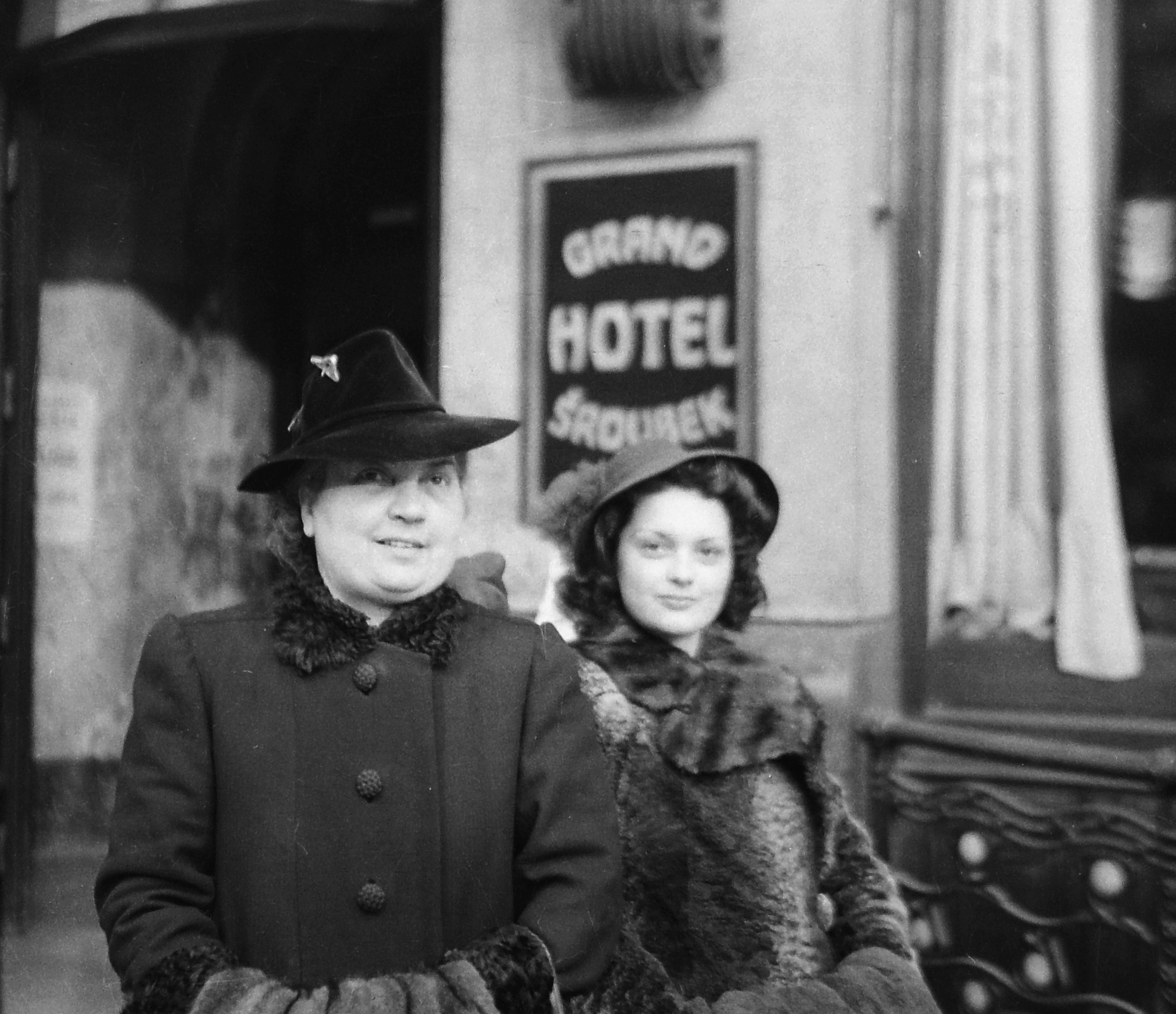
Pose devant le Grand Hotel Šroubek, 1940

Dans l'entre-deux-guerres, une clientèle huppée le fréquente. Sa devise est : « Nous pour l'hôte, l'hôte pour nous ». Il devient célèbre dans toute la Tchécoslovaquie et en Europe. Un bon mot disait alors : « Vivre à Prague et ne pas visiter le restaurant Šroubek signifie ne pas être du tout à Prague ! » 
La haute qualité de son service et son succès doivent beaucoup à son propriétaire Karel Šroubek ; il impose un mode de fonctionnement moderne et efficace, il insiste sur l'accueil et le sourire du personnel qui doit suivre une formation, il propose des questionnaires de satisfaction et d'amélioration aux clients, il choisit soigneusement ses fournisseurs, il installe dans l'hôtel des vitrines de vaisselle et bijoux en vente, il publie la revue Sroubek en trois langues, Le Journal de l'hôtel (Hotelove noviny) et, en compagnie de son épouse, des livres de cuisine tels Comment on fait la cuisine chez Sroubek (Jak se vari u Sroubka) ; l'hôtelier est également conseiller auprès du protocole du château de Prague pour l'organisation des réceptions et sera plus tard l'un des initiateurs de la fondation du Musée de l'hôtellerie et de la restauration de Prague,. 
Franz Kafka organise à l'hôtel Šroubek sa seule lecture d'auteur à Prague, en 1912, dans la salle des miroirs. En 1932, une foule de milliers de personnes se rassemble devant le Grandhotel Šroubek pour saluer le maire de Chicago, Antonín Čermák, un Tchéco-américain.  
C'est également dans cet hôtel que le philanthrope britannique Nicholas Winton s'installe pour organiser le premier temps du sauvetage de centaines d'enfants juifs tchécoslovaques du nazisme, en y recevant leurs parents désespérés, juste avant la Seconde Guerre mondiale,,.

### Grand Hotel Evropa
En 1951, Karel Šroubek est exproprié, l'hôtel est nationalisé par les communistes et renommé le « Grand Hotel Evropa »,. L'hôtel d'État accueille notamment dans ses murs Youri Gagarine ou le dernier shah, Muhammad Reza Pahlavi. Depuis, il ne cesse de se dégrader puis tombe en ruine, son prestige disparaît mais continue à servir d'hôtel où l'on dort pour un tarif symbolique, vu la piètre qualité des prestations offertes. Il est restitué entre des mains privées après 1989.  
Les intérieurs richement décorés de l'hôtel servent les cinéastes, soit comme source d'inspiration pour la salle du restaurant dans le film Titanic, soit comme décor dans le film Mission Impossible ou dans le film tchèque Men in Hope. 
En octobre 2014, l'hôtel est l'un des lieux du festival Designblok et l'exposition appelée Superstudio Evropa,. C'est la dernière fois que le public peut le visiter avant sa rénovation. 
Même si l'hôtel est l'un des plus beaux bâtiments Art nouveau de Prague avec sa décoration intérieure artistique sophistiquée, il ne correspond plus au niveau européen en matière d'hébergement : chambres étroites, certaines dont les salles d'eau écaillées et commodités se trouvent au fond d'un couloir ; il ferme.  

#### Projet architectural
En 2016, la société Prague Prime Home Management, qui appartient au groupe autrichien Julius Meinl, achète le bâtiment à l'entrepreneur Václav Skala. La même année, des plans de construction ambitionnent de lui redonner un rôle d'hôtel de luxe cinq étoiles "W Hotels Worldwide" sous l'égide de Marriott International. L'ancien bâtiment Art nouveau doit conserver son aspect d'origine et dans la cour, se construit un autre bâtiment moderne de huit étages pour augmenter sa capacité d'hébergement à 160 personnes, avec des salles de conférence, des salles de sport et détente, et un restaurant panoramique. 
Le Café Evropa et le restaurant Art nouveau appelé « Titanic restaurant » restent de renommée mondiale.

## Galerie

Hôtel Evropa
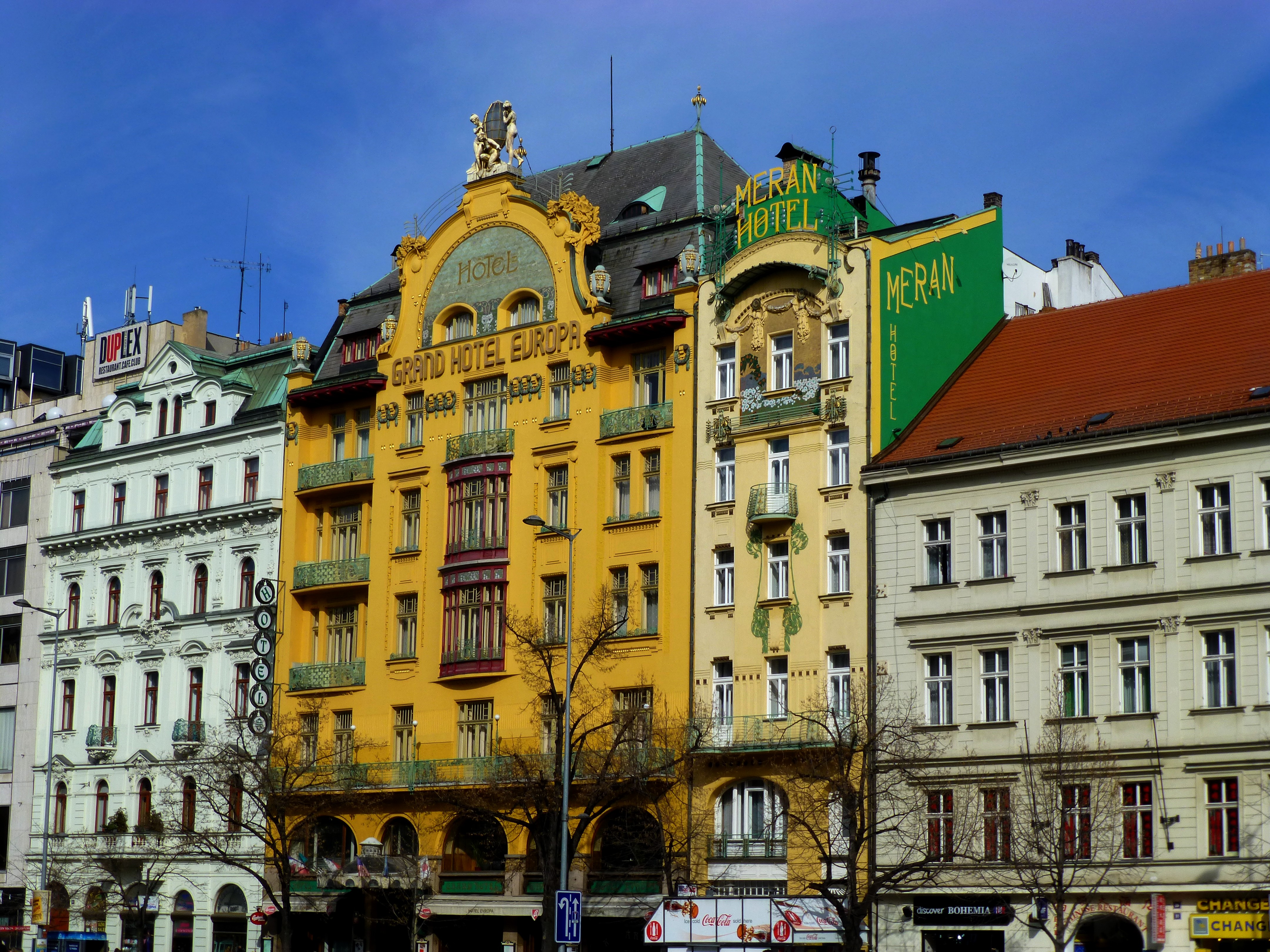
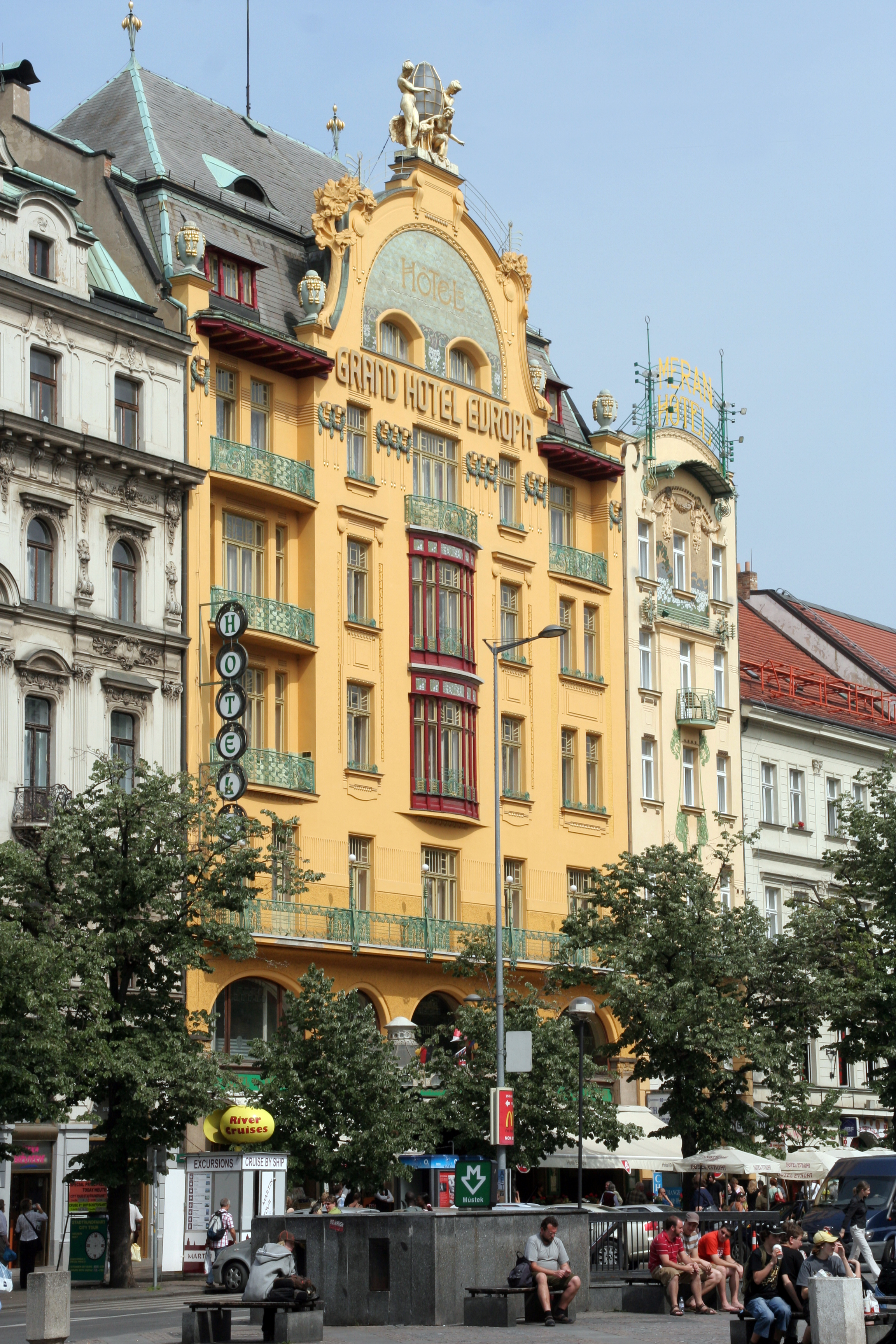
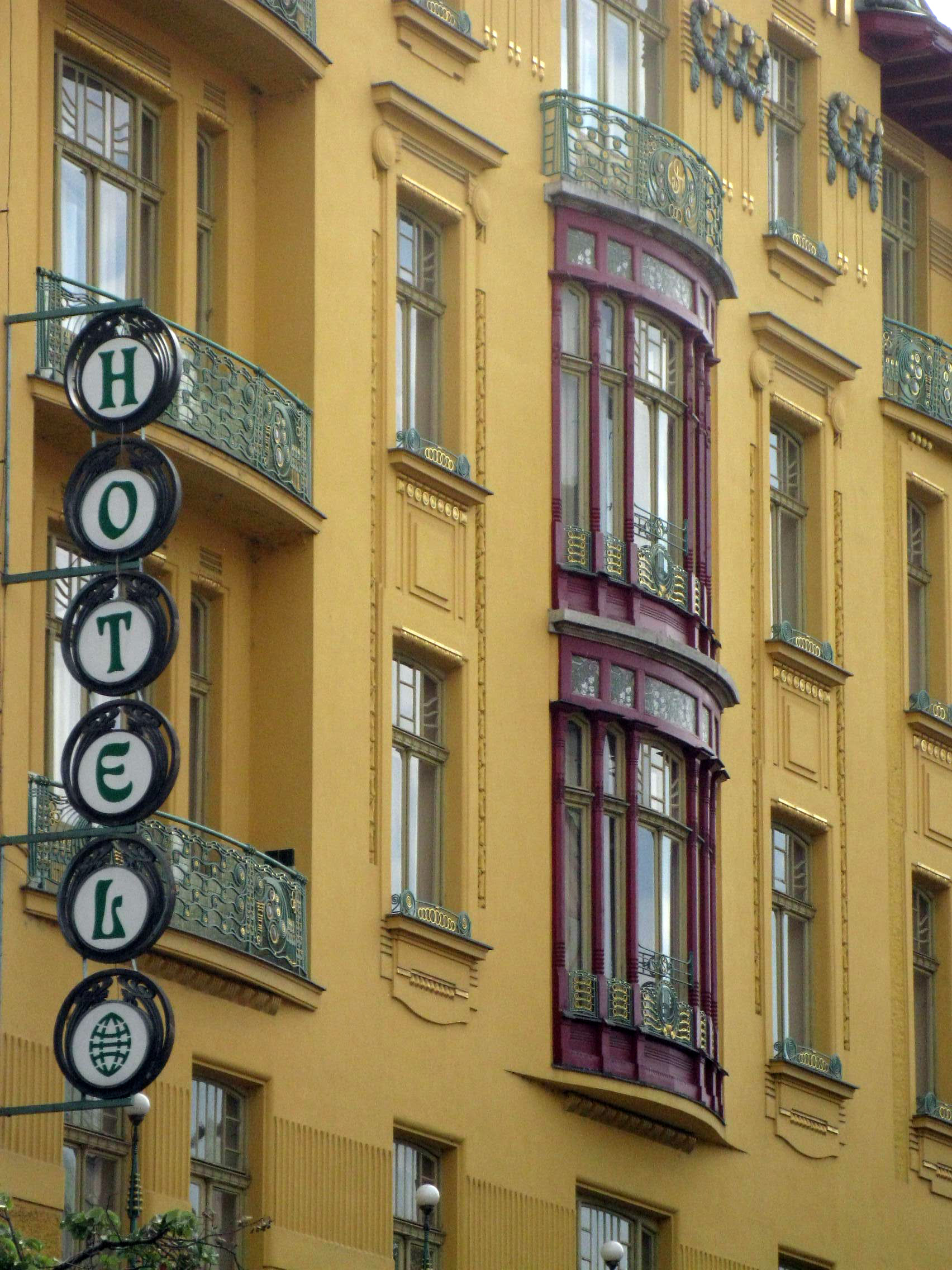
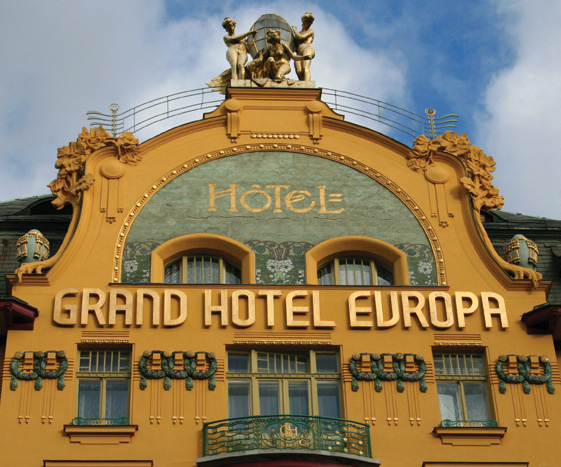
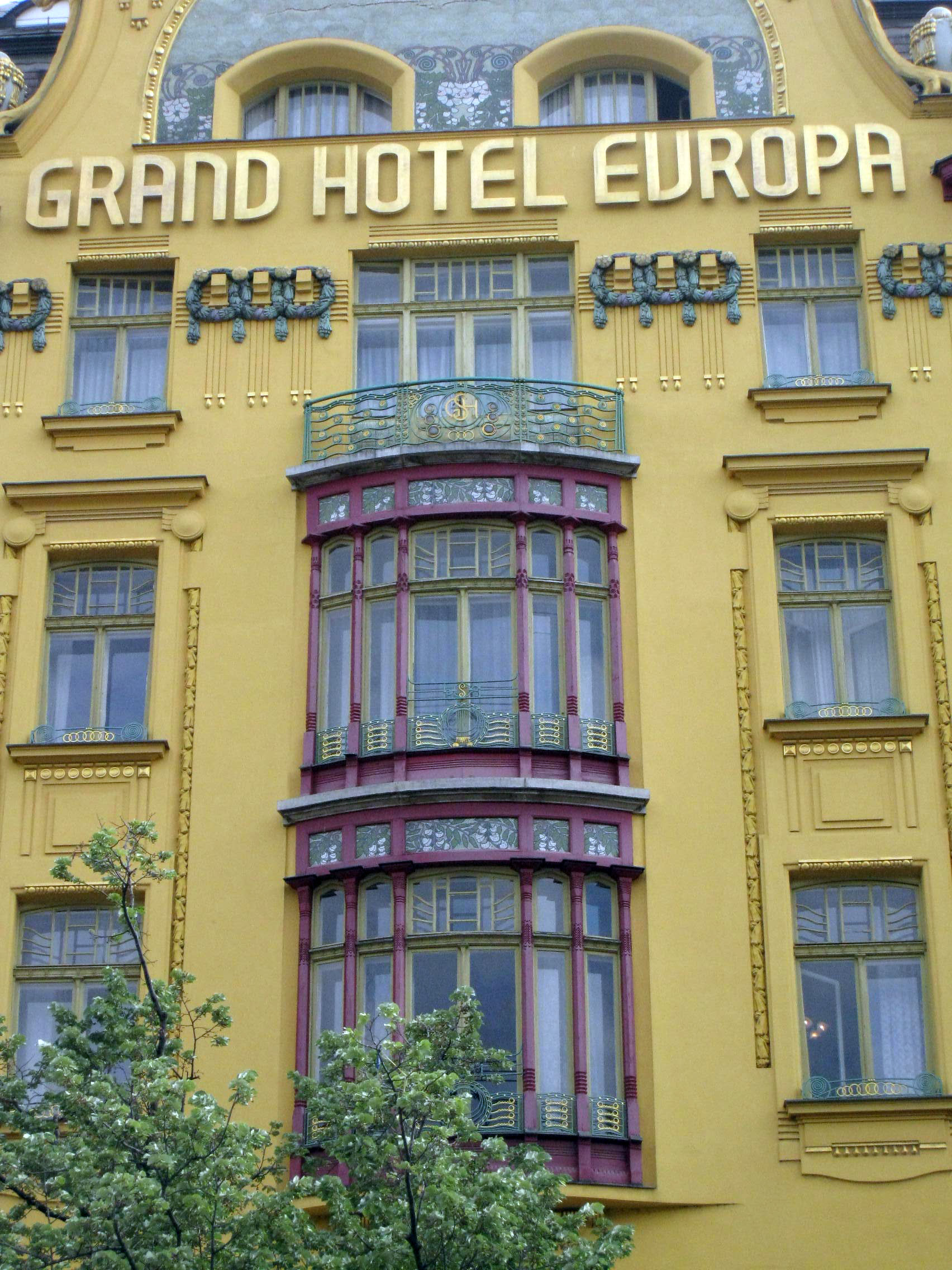
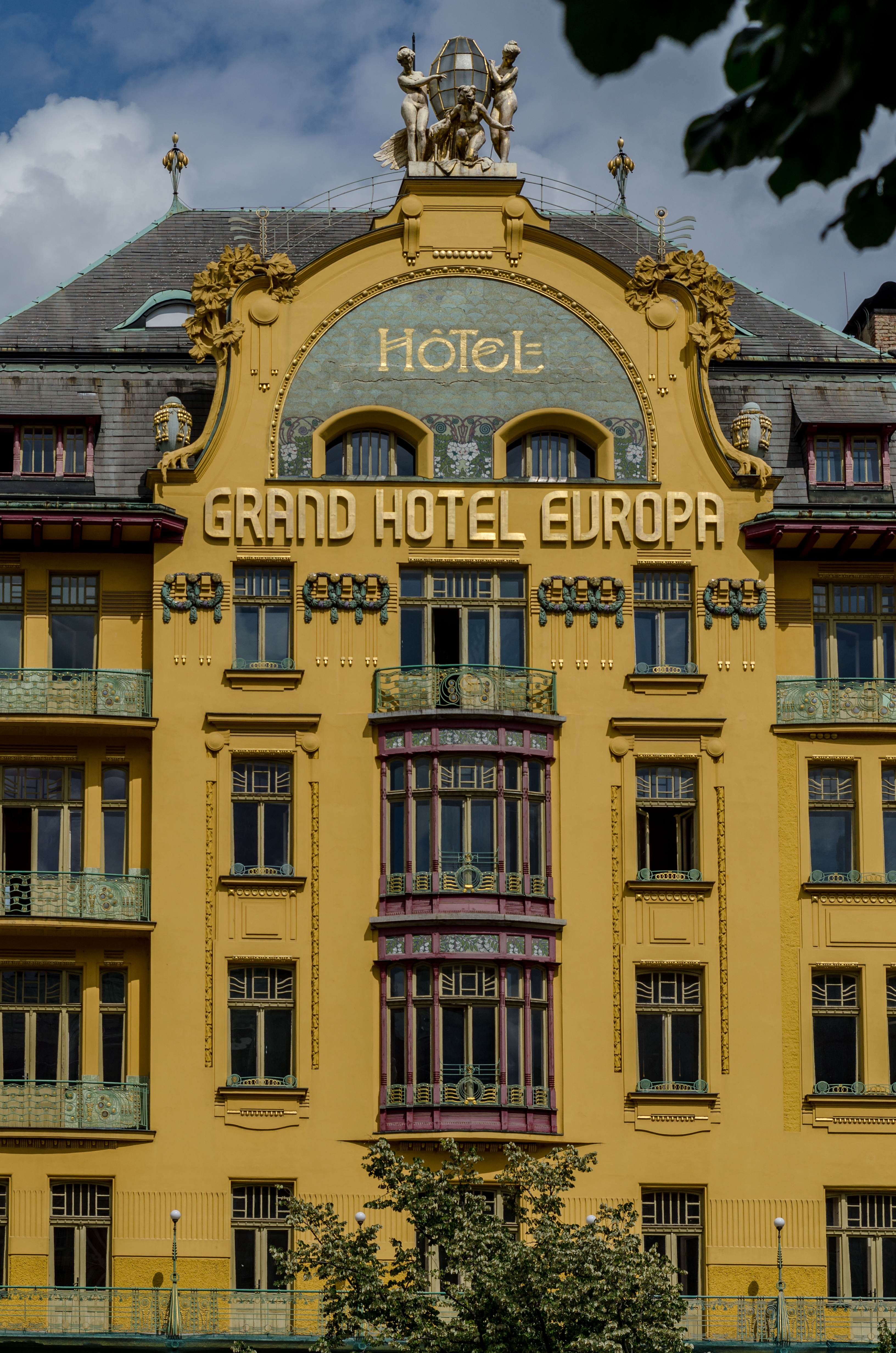
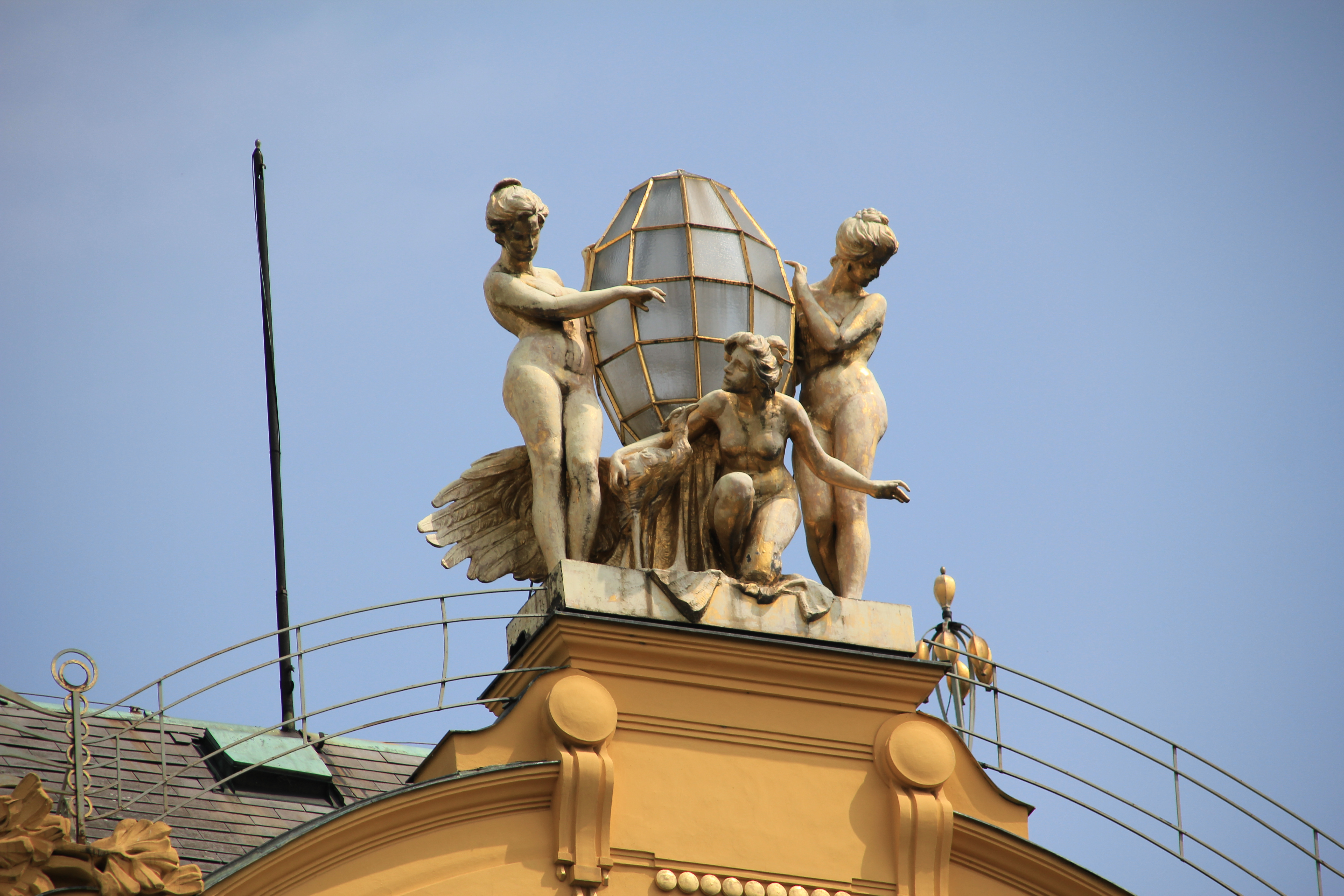
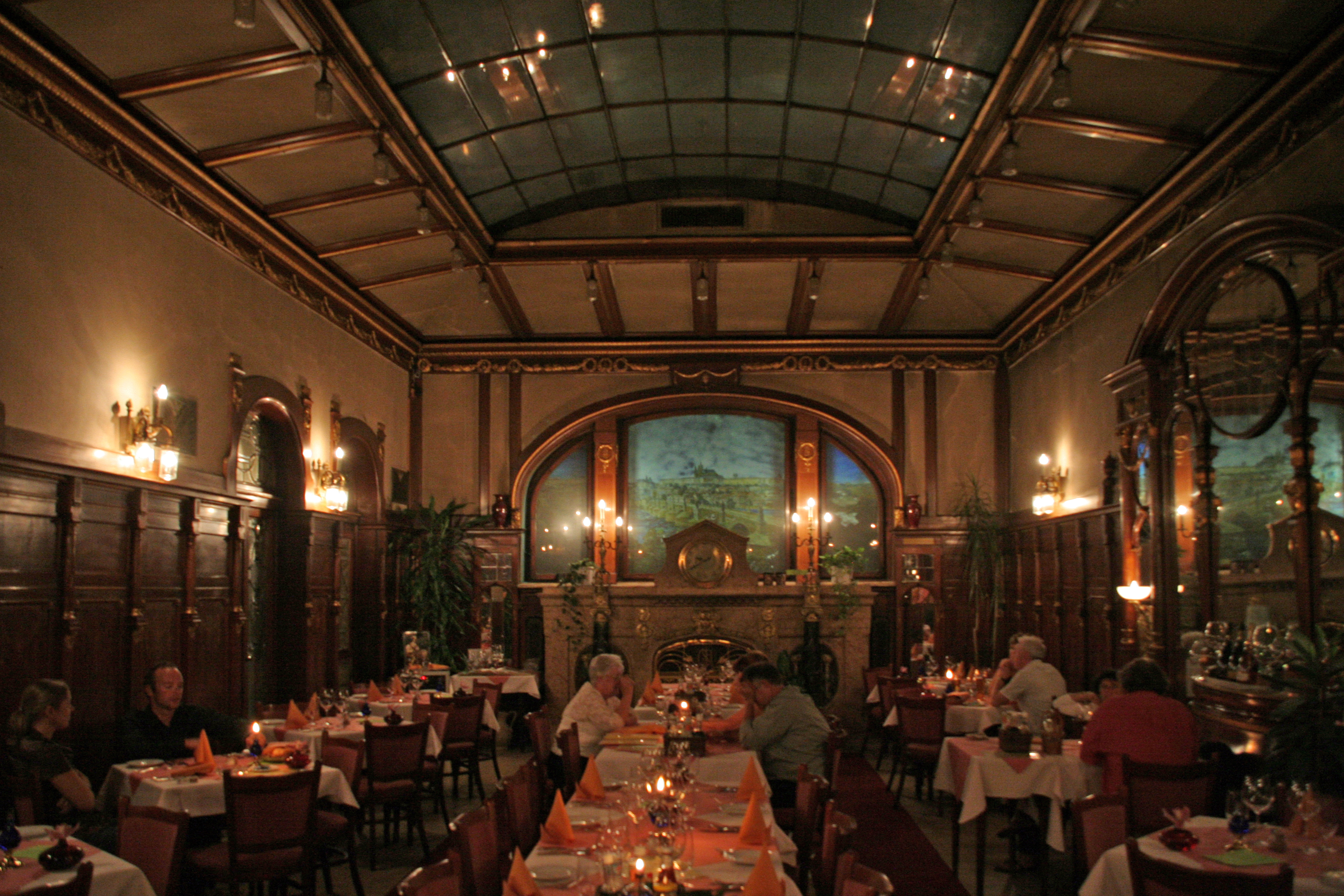
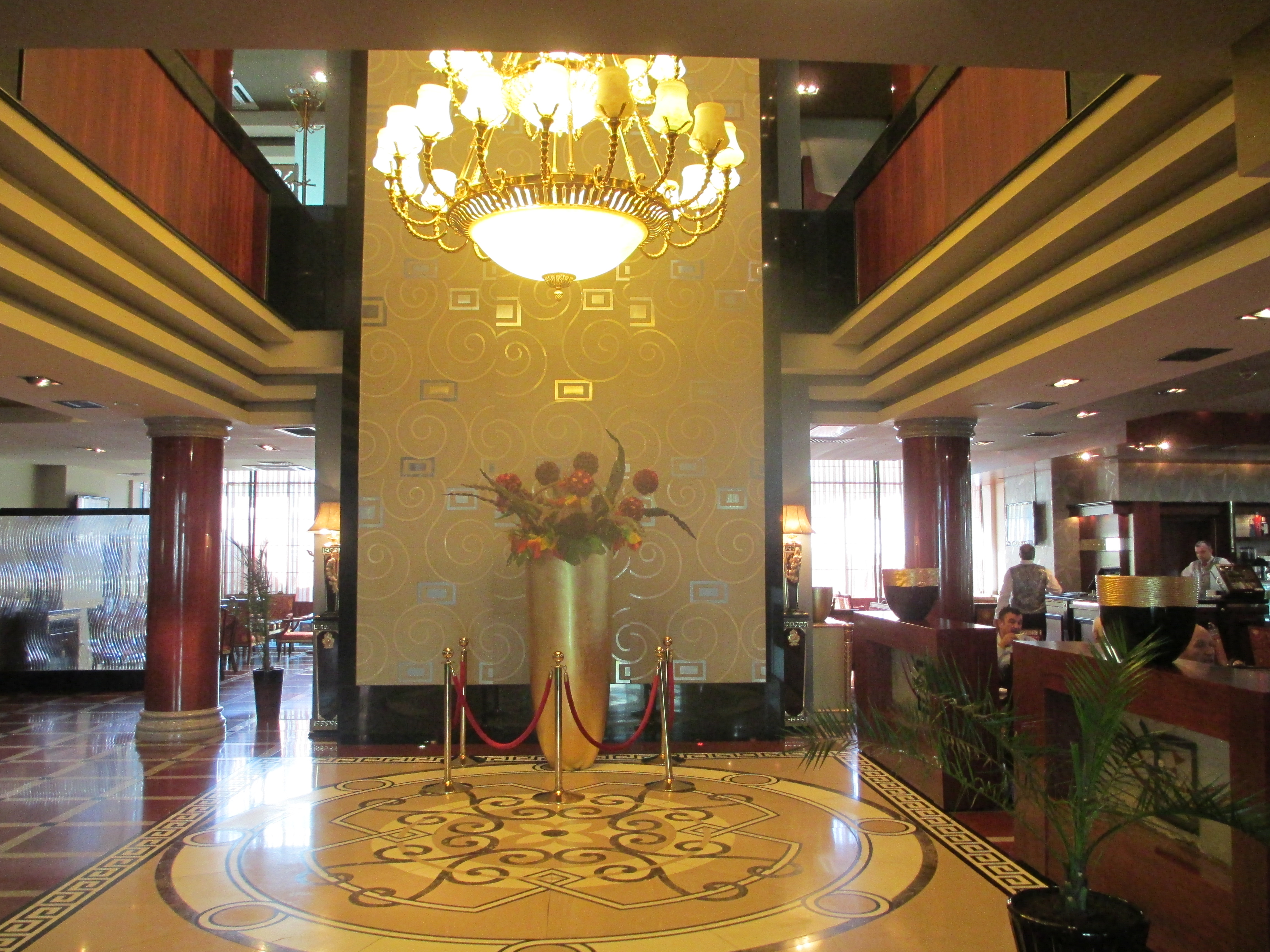